# LIGHT＞DARKNESS
『LIGHT＞DARKNESS』（ライト＞ダークネス）は、三代目 J Soul Brothers from EXILE TRIBEのボーカル、RYUJI IMAICHIの1枚目のコンプリート・アルバム、オリジナル・アルバムである。2018年8月1日にrhythm zoneから発売された。

## 概要
- 三代目 J Soul Brothers from EXILE TRIBEのボーカル、今市隆二のソロ・プロジェクト。
- 三代目 J Soul Brothersの7枚目のオリジナル・アルバム「FUTURE DISC-2」に収録された楽曲に加えて、新曲8曲&映像コンテンツも追加。
- 「CD+DVD」「CD+BD」の初回生産限定盤には、今市隆二のソロ・プロジェクトのプロデュースも手掛ける "Daniel Arsham(ダニエル・アーシャム)"と共に制作した、ミュージックビデオのBEHIND THE SCENESや最新ビジュアル＆今市隆二直筆の歌詞（印刷）を含む全200ページのソロプロジェクトの軌跡を辿ったメモリアル・フォトブック付き。

## 収録曲

### CD
1. INTRO 〜LIGHT>DARKNESS〜 (1:58)
  - 作曲：Takashi Shimada
2. Catch my Light (3:40)
  - 作詞：TAKANORI (LL BROTHERS), ALLY, RYUJI IMAICHI、作曲：T-SK, Ellen Berg
3. LOVE THIEF (3:52)
  - 作詞：YVES&ADAMS、作曲：Steven Lee, Jimmy Richard, G'harah "PK" Degeddingseze
4. Angel (4:00)
  - 作詞：RYUJI IMAICHI, TAKANORI (LL BROTHERS), ALLY、作曲：T.Kura, RYUJI IMAICHI, TAKANORI、編曲：T.Kura
5. THROWBACK (3:08)
  - 作詞：STY、作曲：STY
6. Diamond Dance (3:57)
  - 作詞：RYUJI IMAICHI、作曲：T-SK, NAOKI, Ellen Berg
7. Interlude 〜RILY〜 (1:06)
  - 作曲：Chaki Zulu
8. ONE DAY (4:33)
  - 作詞：STY、作曲：STY
9. Alter Ego (3:41)
  - 作詞：RYUJI IMAICHI、作曲：Carlo "Illangelo" Montagnese & Elijah Blake
10. Out of the Darkness (3:32)
  - 作詞：Masaya Wada, MoonChild、作曲：T-SK, MoonChild, YouthK
11. Trick World (3:18)
  - 作詞：RYUJI IMAICHI, JAY'ED、作曲：Chaki Zulu, JAY'ED
12. SHINING / RYUJI IMAICHI feat. Ne-Yo (3:33)
  - 作詞：Shaffer Smith、作曲：Shaffer Smith
13. LOVE HURTS / RYUJI IMAICHI feat. Brian McKnight (3:45)
  - 作詞：RYUJI IMAICHI, Brian McKnight、作曲：Brian McKnight, RYUJI IMAICHI、編曲：Brian McKnight
14. Thank you (4:44)
  - 作詞：RYUJI IMAICHI, Brian McKnight、作曲：Brian McKnight, RYUJI IMAICHI

### DVD/Blu-ray
1. ONE DAY
2. Angel
3. Thank you
4. Alter Ego
5. LOVE HURTS / RYUJI IMAICHI feat. Brian McKnight
6. BEHIND THE SCENES